# Expert
Met de term expert(e) (Latijn: expertus; 'ervaren, beproefd, bewezen, deugdelijk') of deskundige wordt een in een bepaald vakgebied deskundig persoon aangeduid. Een expert wordt geacht veel kennis en ervaring te hebben op een bepaald terrein. Een expert kan als deskundige geraadpleegd worden door een ander, bijvoorbeeld een particulier, een organisatie of een rechtbank. Het tegendeel van een deskundige is een leek. Een deskundige voor het ene gebied kan een leek zijn op een ander gebied.

## Verschillende maatschappelijke terreinen
Bekend is de schade-expert, die veelal in opdracht van een verzekeringsmaatschappij, een verzekeringsmakelaar of -tussenpersoon, of (soms) van een verzekerde de aard, omvang en oorzaak van een schade vaststelt. De expert doet dan een expertise en levert een expertise-rapport aan zijn opdrachtgever.
Experts hebben een langdurige of intense ervaring door oefening en studie in een bepaald beroeps- of kennisgebied. In sommige gebieden komt de definitie van 'expert' door consensus tot stand, en het is niet altijd nodig dat een persoon een professionele of academische opleiding heeft genoten om als expert aangemerkt te worden. Een schaapherder bijvoorbeeld die langdurig schaapskuddes heeft geleid kan een complete expert zijn in het gebruik en de training van schapenhonden. Een ander voorbeeld kan een 'expertsysteem' zijn: een speciaal computerprogramma dat leert van de input van gebruikers en door de opgedane kennis als expert wordt geraadpleegd na verloop van tijd.

## Expertocratie
De vervanging van de democratie door een expertocratie wordt kritisch beschreven door onder meer Gadamer, Feyerabend en Beck. De expertocratie zou niet alleen een nieuwe sociale ongelijkheid introduceren, maar de vraag is ook in hoeverre morele en ethische beslissingen die een hele samenleving aangaan, over moeten worden gelaten aan enkele deskundigen. Deze deskundigen kunnen de mogelijkheid om risico's te bepalen echter overschatten.
Perrow heeft het in dit verband in zijn werk over systeemongelukken over sociale en culturele rationaliteit. Dit zou volgen uit beperkte rationaliteit die bij iedereen anders is. Deze beïnvloedt hoe experts en het publiek over bepaalde gevaren denken. De grootte van een risico is afhankelijk van de mate van blootstelling, de kans dat het fout gaat en het gevolg. Experts zouden eerder geneigd zijn zich te richten op de kans dat het fout gaat, terwijl het publiek zich meer bezighoudt met de mogelijke gevolgen. Experts kunnen het oordeel van het over minder kennis en gegevens beschikkende publiek als irrationeel zien, maar kunnen ook een onterecht gewicht geven aan een laag aantal ongevallen in het verleden en hierdoor te weinig rekening houden met de gevolgen. Perrow stelt dat bij bepaalde technieken de mogelijke gevolgen dusdanig zijn dat deze techniek zelfs bij een kleine kans op fouten verlaten moet worden.
Touraine stelt daarentegen dat er een 'geprogrammeerde' maatschappij zal ontstaan met technocraten en bureaucraten als de nieuwe elite, die evenwel geen eenheid zal vormen. Volgens Beck zijn de gevaren en risico's in de huidige risicomaatschappij echter niet terug te brengen tot slechts technische feiten, maar moet er ook een normatief oordeel worden gegeven over hoe men wil leven. De vraag is dan ook in hoeverre morele en ethische beslissingen die een hele samenleving aangaan, over moeten worden gelaten aan enkele experts. Beck stelt dat de definitiemacht in deze gevallen niet slechts bij deskundigen moet liggen.

### Voorspellingen
Uit onderzoek van Tetlock kwam dan ook nog naar voren dat experts nauwelijks beter voorspellen dan wanneer zij alle mogelijkheden een gelijk gewicht zouden geven. Eenvoudige algoritmes deden het over het algemeen beter dan de experts. Problematisch bij alle voorspellingen is de rol van willekeur waardoor de Zwarte Zwanen van Taleb de geschiedenis beïnvloeden op een manier die niet te voorzien is.
De boeddhistische auteur Shunryu Suzuki schreef in "A beginner's mind": In de geest van de beginner zijn er veel mogelijkheden, maar in die van de expert zijn er weinig.